# Davásambúgín Dordžbat
Davásambúgín Dordžbat nebo Dordžbat Davásambú (* 19. listopadu 1970 Bajanchongor) je bývalý mongolský zápasník – sambista a judista.

## Sportovní kariéra
Pochází z ajmagu Bajanchongor z chalchské kočovné rodiny. Od dětství se věnoval tradičnímu mongolskému zápasu böch, ve kterém je několikanásobným mistrem své oblasti. V sambistické a judistické reprezentaci se pohyboval od počátku devadesátých let dvacátého století. V roce 1992 se kvalifikoval na olympijské hry v Barceloně v polostřední váze do 78 kg. Prohrál ve třetím kole se Švédem Larsem Adolfssonem na ippon technikou harai-goši. Od roku 1993 přešel do o dvě kategorie vyšší polotěžké váhy do 95 kg, ve které se v celosvětové konkurenci neprosazoval. Sportovní kariéru ukončil v roce 2004.

## Výsledky

### Judo
| Turnaj            | 1991        | 1992        | 1993           | 2004           | 2005           |
| Turnaj            | 21          | 22          | 23             | 24             | 25             |
| Turnaj            | polostřední | polostřední | polotěžká váha | polotěžká váha | polotěžká váha |
| ----------------- | ----------- | ----------- | -------------- | -------------- | -------------- |
| Olympijské hry    |             | úč.         |                |                |                |
| Mistrovství světa | —           |             | —              |                | úč.            |
| Asijské hry       |             |             |                | 5.             |                |
| Mistrovství Asie  | 3.          |             | 2.             |                | ?              |